# マドレセルバ
『マドレセルバ』（西: Madreselva）は、フランシスコ・カナロ作曲のタンゴの楽曲。

## 概要
1938年に発表された曲。題名は「スイカズラ」（という花）という意味である。
リベルタ・ラマルケ主演の映画 Madreselva の監督のルイス・セサル・アマドリ（Luis César Amadori）の歌詞がある。
フランシスコ・カナロ楽団の演奏にリベルタ・ラマルケやカルロス・ガルデルの歌が入れられた録音がよく聴かれる。
YouTubeにも、ラマルケとガルデルの歌唱いりの画像動画がアップロードされている
1994年のイタリア映画の『イル・ポスティーノ』に、この曲が使用されている。